# Boldklubben 1909 Odense
El Boldklubben 1909 Odense o B 1909 és un club danès de futbol de la ciutat d'Odense.
La temporada 2006-07 es fusionà amb el B 1913 i el Dalum IF, per formar el FC Fyn, Fyn és el nom danès de l'illa de Fiònia, on es troba la ciutat d'Odense.

## Palmarès
- Lliga danesa de futbol (2): 1959, 1964
- Copa danesa de futbol (2): 1962, 1971

- 26 temporades a la primera divisió danesa
- 37 temporades a la segona divisió danesa
- 8 temporades a la tercera divisió danesa

## Enllaços externs

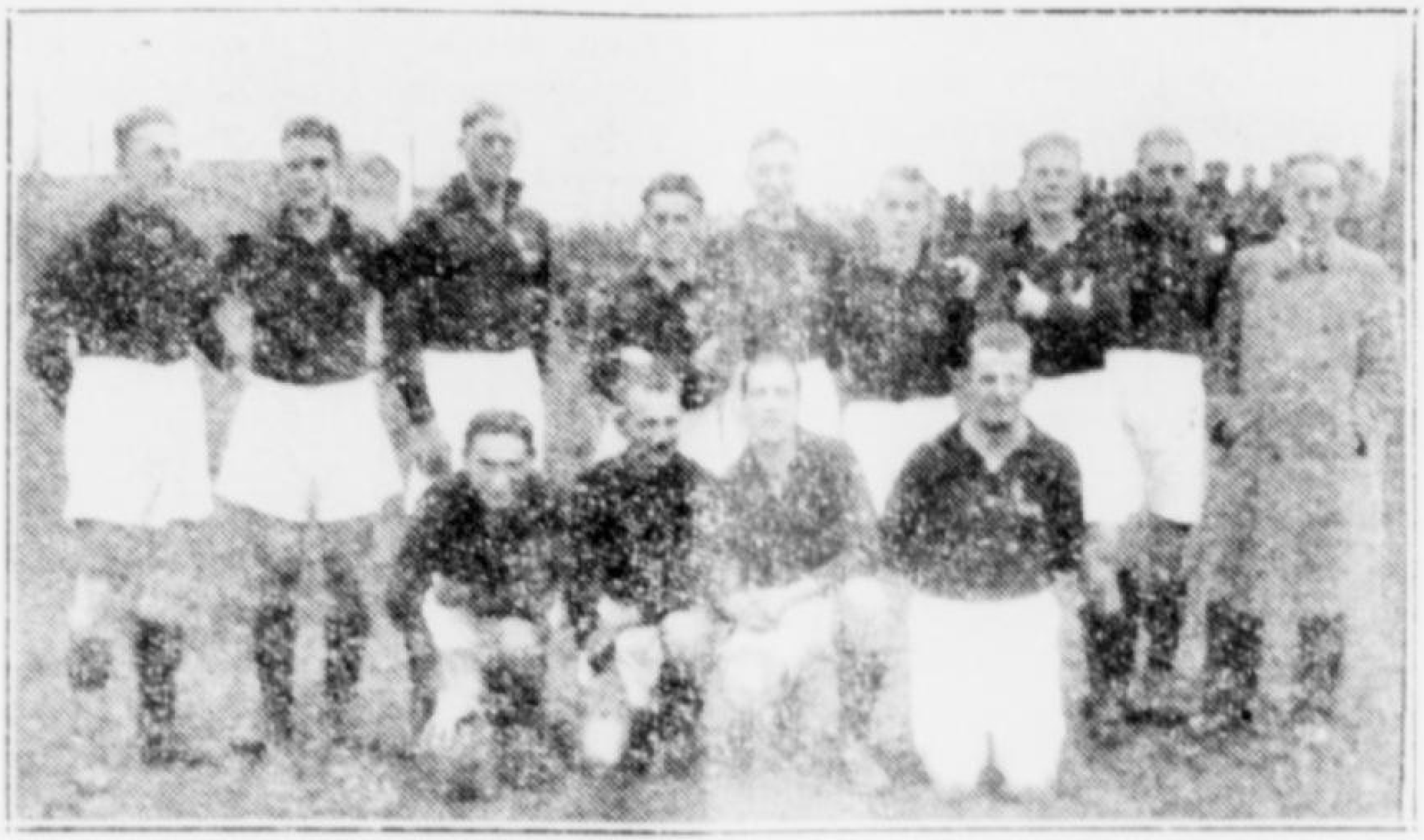
Alineació de l'equip del Boldklubben 1909 — Foto de grup dels primers jugadors sèniors de l'equip masculí amb samarretes vermelles a la final de la Copa Pokalturnering de la FBU de 1936 contra el Boldklubben 1913 el 22 de novembre de 1936.